# Cringila
Cringila är en förort i Australien.   Den ligger i kommunen City of Wollongong och delstaten New South Wales, i den sydöstra delen av landet, 180 km nordost om huvudstaden Canberra. Cringila ligger 5 meter över havet och antalet invånare är 2 180.
Terrängen runt Cringila är platt åt sydost, men åt nordväst är den kuperad. Havet är nära Cringila åt sydost. Trakten är tätbefolkad. Närmaste större samhälle är Wollongong, 4,8 km norr om Cringila. 